# Hesperandra villei
Hesperandra villei är en skalbaggsart som först beskrevs av Auguste Lameere 1885.  Hesperandra villei ingår i släktet Hesperandra och familjen långhorningar.
Artens utbredningsområde är:
- Honduras.
- Venezuela.

Inga underarter finns listade i Catalogue of Life.